# Xã Royal, Quận Antelope, Nebraska
Xã Royal (tiếng Anh: Royal Township) là một xã thuộc quận Antelope, tiểu bang Nebraska, Hoa Kỳ. Năm 2010, dân số của xã này là 163 người.